# Pescosolido
Pescosolido település Olaszországban, Lazio régióban, Frosinone megyében. Lakosainak száma 1424 fő (2023. január 1.). Pescosolido Campoli Appennino, Sora, Balsorano és Villavallelonga községekkel határos.

## Népesség
A település lakossága az elmúlt években az alábbi módon változott:
| Lakosok száma | 1551 | 1518 | 1424 |
|               | 2017 | 2018 | 2023 |